# Чеські брати
Че́ські брати́, а також богемські брати та моравські брати чи гернгутери, Община чеських братів — християнський протестантський рух (церква), що виник в Чехії у XV ст. ставши продовженням традицій гусистського революційного руху.
Після того, як в 1457 році з ініціативи Їржі з Подєбрад таборити були змушені ввести утраквістське богослужіння, частина їх пішла на остаточний розрив із поміркованим крилом гуситів і започаткувала організаційне оформлення однієї з найбільших сект чеських відступників від панівної церкви — так званої «Братської Єдноти», послідовники якої були відоміші під ім'ям «чеських братів». Свою першопочаткову організацію «Єднота» отримала саме в цей час.
«Чеські брати» належали до найбільш поміркованих утраквістських сект, яка водночас найбільш твердо стояла на позиціях цілковитої незалежності від Риму та від інших подібних сект; громада в повній мірі була виразником тих ідей, якими керувались керівники суспільно-політичного та релігійного руху в Чехії в XV ст. Головні заслуги у сфері засадничого облаштування діяльності братства та формування його організаційної структури належать Лукашу Празькому та Петру Хельчицькому. Внутрішній розвиток, обрядність «Братської Єдноти» знайшла вираження в багатій літературі братства, видними представниками якої були  Лукаш Празький та Петр Хельчицький.
Перша община «чеських братів» була заснована в 1457 році в Кунвальді Ржегором, племінником Яна Рокіцани, що став одним із основних послідовників та провідників ідей Петра Хельчицького. Кунвальдською общиною вважались за головні наступні принципи: повна відсутність приватної власності; відмова від будь-яких форм світської влади; висока моральність; зобов'язання жити винятково з власної праці; заперечення насильства у всіх його формах та спротив зовнішній владі. Незважаючи на активні закиди недоброзичливців, які часто прирівнювали братство до крайніх сект типу вальденсів, чисельність братства поступово збільшувалась, паралельно розширювалась і територіальна організація «Єдноти». У зв'язку із цим в 1467 році постала потреба обрання кількох єпископів — з'явилась потреба у широкій, правильній організації для братчиків Чехії та Моравії; відтоді кунвальдське братство набуло відомості під назвою «Чеських братів».
В такому вигляді братство проіснувало до 1480 року, коли в нього вступив Петр Хельчицький, який вніс розкол у «Братську Єдноту» своїми пропозиціями пом'якшити правила вступу в громаду. До 1496 року прибічники строгого уставу мали значну перевагу, але в цьому ж році на зборах у Хлумеку вони були змушені поступитись своєю позицією. Але при цьому частина братчиків на чолі із Амосом зі Штекна відділилась і утворила свою так звану «меншу сторону», яка, проіснувавши самостійно до 1542, коли знову злилась із братством.
Порядок управління общини було визначено наступним чином у тому ж таки 1496: на чолі громади стояла так звана «Вища рада», яка складалась із представників міст та виборних від общини, громада управлялася старійшинами, яким, власне, і належали повноваження слідкувати за виконанням уставу братства її членами; приватна власність дозволялася лише в тому випадку, коли її власник не виявляв наміру використати її всупереч правилам уставу, «не на користь своєму ближньому».
Спочатку, за Їржі з Подєбрад, община зазнавала переслідувань як зі сторони католиків, так і зі сторони утраквістів, однак поступово тиск на «Єдноту» слабшав — з одного боку, суперники переконались у миролюбності цілей «Єдноти», а з іншого, серед її послідовників на той час було чимало вихідців зі шляхетського середовища зі значним колом знайомих в урядових колах. Так завдяки їх впливу «Єднота» певний час користувалась протекторатом Фердинанда І, однак останній так і не наважився визнати за ними право на відкрите богослужіння. Останнє мало вирішальне значення для визначення остаточної орієнтації общини на протестантський світ- зокрема, спробу її піти на зближення із німецькими протестантами.
За свої симпатії до саксонського курфюрста під час Шмалькальденської війни 1546 року вони зазнали переслідувань та підпали під заборону здійснювати богослужіння.
Після вступу на престол Максиміліана ІІ становище «Єдноти» покращилось настільки, що вона навіть спробувала виступити за відновлення своїх прав, але безуспішно. Лише політичні події 1608 року, коли Рудольф зміг зберегти за собою лише Чехію, допомогли общині: «чеські брати» підписали Сповідання 1575 року, яке надавало братчикам право нарівні з католиками та утраквістами здійснювати богослужіння. Але здобуте не вдалося закріпити надовго. Після поразки чеського повстання 1618–1620 років. Чеські брати були повністю розгромлені, вигнані з Чехії і Моравії і розселились в межах Пруссії, Польщі, Угорщини та Молдавії.
Перші общини «чеських братів» в Угорщині та Молдавії почали виникати вже із середини XV ст. Після того, як у 1480 році в Трансільванії починаються гоніння на них, перші громади «Братської Єдноти» емігрували через Молдавію на Поділля — свідчення про осідання тут подібних численних громад свідчать як місцева полемічна традиція, так і дані топоніміки. Так, про це свідчать дані з історичної топографії Кам'янця-Подільського, зібрані ще наприкінці XIX ст. подільським краєзнавцем Юрієм Сіцинським — згідно з ними ще на кінець XIX ст. в околицях Кам'янця-Подільського було локалізовано близько 30 топонімів чеського походження — наразі більшість з них є вже втраченими. Велика громада «чеських братів» в 1490 — 1500-х рр. осіла в м. Смотричі за 30 км від Кам'янця-Подільського. Між численними общинами, що осіли на Поділлі постійно відбувався процес живого спілкування, зв'язок між ними не втрачався. У своєму побуті вони зберегли всі риси того суворого уставу, що був впроваджений у громаді ще до реформ Лукаша Празького, особливо це стосувалось новонавернутих братчиків, які перед посвяченням у громаду мали пройти дворічний випробний термін. Ідеї чеського братства як трансляція гусизму зустріли позитивний відгук на досить ліберальних у конфесійному відношенні землях Великого князівства Литовського та Польської корони і здобули чимало прихильників. До кінця XVI ст. етнічний склад громад настільки сильно видозмінюється, що «чеськими» вони лишаються хіба що за назвою.
До ідейної спадщини первісної "Братської Спільноти" сьогодні в Чеській Республиці зголошуються перш за все Чеськобратська євангельська церква, сучасна "Братська Спільнота", Братська церква та Братська спільнота баптистів, а в Україні декілька чеськобратських громад на півдні.

## Відомі чеські брати
- Ян Благослав
- Даніель Адам із Велеславіна
- Петер Вок з Рожмберку
- Мартін Кабатнік
- Ян Амос Коменський
- Лукаш Празький